# Kuklówka Zarzeczna
Kuklówka Zarzeczna (prononciation : [kuˈklufka zaˈʐɛt͡ʂna]) est un village polonais de la gmina de Radziejowice dans le powiat de Żyrardów de la voïvodie de Mazovie dans le centre-est de la Pologne.

## Histoire
De 1975 à 1998, le village appartenait administrativement à la voïvodie de Skierniewice.

## Personnalité
- Wanda Chełmońska (1889-1971) : peintre.